# Кербі (Орегон)
Кербі (англ. Kerby) — переписна місцевість (CDP) в США, в окрузі Джозефін штату Орегон. Населення — 628 осіб (2020).

## Географія
Кербі розташоване за координатами 42°12′17″ пн. ш. 123°38′56″ зх. д. / 42.20472° пн. ш. 123.64889° зх. д. (42.204731, -123.648933).  За даними Бюро перепису населення США в 2010 році переписна місцевість мала площу 6,68 км², уся площа — суходіл.

## Демографія
Згідно з переписом 2010 року, у переписній місцевості мешкало 595 осіб у 236 домогосподарствах у складі 146 родин. Густота населення становила 89 осіб/км².  Було 270 помешкань (40/км²).
Расовий склад населення:
| - 88,6 % — білих - 2,5 % — корінних американців - 0,7 % — чорних або афроамериканців - 0,2 % — вихідців з тихоокеанських островів - 0,2 % — азіатів |

До двох чи більше рас належало 7,4 %. Частка іспаномовних становила 4,9 % від усіх жителів.
За віковим діапазоном населення розподілялося таким чином: 21,2 % — особи молодші 18 років, 60,3 % — особи у віці 18—64 років, 18,5 % — особи у віці 65 років та старші. Медіана віку мешканця становила 46,3 року. На 100 осіб жіночої статі у переписній місцевості припадало 108,0 чоловіків;  на 100 жінок у віці від 18 років та старших — 108,4 чоловіків також старших 18 років.
За межею бідності перебувало 41,8 % осіб, у тому числі 100,0 % дітей у віці до 18 років та 19,3 % осіб у віці 65 років та старших.
Цивільне працевлаштоване населення становило 167 осіб. Основні галузі зайнятості: публічна адміністрація — 34,1 %, мистецтво, розваги та відпочинок — 32,9 %, освіта, охорона здоров'я та соціальна допомога — 32,9 %.